# Branko Pauljević
Branko Pauljević (cirill betűkkel: Бранко Пауљевић ; Fehértemplom, 1989. június 12. –) szerb labdarúgó, jelenleg a Budapest Honvéd játékosa.

## Pályafutása
Pauljević 2009 és 2012 között három évet töltött Hajduk Kula csapatában, 59 mérkőzésen egy gólt ért el a szerb élvonalban. Közben 2010-ben az alacsonyabb osztályú Zenta játékosa volt kölcsönben.
2012. május 23-án Pauljević hivatalosan is az FK Partizan játékosa lett egy négyéves szerződés aláírása után. 2013 nyarán újabb kölcsönadás következett pályafutásában, ezúttal a Radnički Niš csapatához. 2015 februárjában légiósnak állt és a Pécsi MFC játékosa lett. Szezon végén a mecsekaljai klub kiesett az élvonalból, Pauljević 13 bajnokin három gólt szerzett és teljesítményére több magyar élvonalbli klub is felfigyelt.
2015. június 17-én a Puskás AFC igazolta le. A 2015–2016-os bajnokságban a végül kieső felcsúti csapatnak Pauljević alapembere volt, 31 bajnokin egy gólt ért el. a következő idényre is maradt az NB I-ben, a Mezőkövesd vette őt kölcsön.
2017. június 28-án az Újpest FC szerződtette. Az lila-fehérekkel kétszer megnyerte a magyar kupát. 2024. május 22-én bejelentették a távozását, összesen 239 mérkőzésen lépett pályára Újpest mezben. 
2024. június 21-én a Budapest Honvédhoz igazolt. 

## Sikerei, díjai
Partizan
- Szerb labdarúgó-bajnokság (2): 2012–13, 2014–15

 Újpest
- Magyar kupagyőztes (2): 2017–18, 2020–21